# Timoulilt
Timoulilt  (in arabo تيموليلت‎?) è un centro abitato e comune rurale del Marocco situato nella provincia di Azilal, regione di Béni Mellal-Khénifra. Conta una popolazione di 6 616 abitanti (censimento 2014).